# MIUI
MIUI (произносится как «Ми Ю Ай») — мобильная операционная система для смартфонов и электронных планшетов, основана на базе Android. Самостоятельно разрабатывалась и поддерживалась компанией Xiaomi. Включает в себя дополнительные функции, совмещающие некоторые решения из Android и iOS. Компания Xiaomi находится в процессе постепенной замены MIUI на новую систему для своих устройств — HyperOS, которая уже была представлена в смартфонах серии Xiaomi 14.

## Разработка
Система MIUI основана на базе исходных кодов операционной системы Android. Первые версии были разработаны стартапом Xiaomi на основе Android 2.2 Froyo и имели поддержку только китайского языка. В них Xiaomi переработали пользовательский интерфейс и добавили ряд собственных приложений, направленных на улучшение системы. Система быстро обрела обширное сообщество и неофициально переводилась на многие языки независимыми группами разработчиков.
После выхода на международный рынок Xiaomi разделила версии MIUI на локальную китайскую и международную. В локальной версии MIUI отсутствуют сервисы компании Google, которые были заменены различными китайскими аналогами, а в качестве языка системы можно выбрать только китайский и английский. В международной версии предустановлены сервисы Google и имеется более 40 языков, в том числе русский. По состоянию на 2016 год MIUI имеет более 200 миллионов активных пользователей по всему миру.
Стоит добавить, что разработчики из Xiaomi вырезали из исходников ОС важные для разработки приложений библиотеки, из-за этого некоторые приложения могут работать некорректно, в чём нет вины их создателей.
В октябре 2023 года Xiaomi заявили о новой операционной системе под названием Xiaomi HyperOS, которая станет новой и первой оболочкой смартфонов Xiaomi 14.

## Название
Название ОС образовано из двух аббревиатур на английском языке: MI и UI (User Interface). Ранее система MIUI была всего лишь модификацией пользовательского интерфейса Android, но сейчас она имеет ряд своих собственных системных компонентов, работает в синергии с загрузчиками смартфонов Xiaomi и является важным элементом экосистемы, разработанной компанией.

## Ребрендинг
Первые слухи появились в октябре 2023 года, тогда инсайдер Digital Chat Station сообщил, что MIUI 14 будет последней, а вместо MIUI 15 будет HyperOS (многие считали название этой новой ОС копией iOS). Позже компания Xiaomi подтвердила, что выйдет новая операционная система Xiaomi HyperOS на базе Android вместо MIUI 15. Сам факт того что оболочка теперь именует себя OS чистый маркетинговый ход, ведь она написана не на самописной системе, как Harmony OS от Huawei, а на Android. Как и в случае с Harmony OS, Xiaomi HyperOS столкнулась с широко распространенной среди пользователей сети полемикой по поводу того, была ли она полностью разработана самостоятельно, и обвинениями в том, что она является «оболочкой для Android». Комментируя это противоречие, Джин Фан, вице-президент мобильного отдела Xiaomi Group и глава отдела системного программного обеспечения, заявил в интервью Flypig, что Xiaomi может использовать собственное ядро или ядро Linux для запуска операционной системы, функционально и пользовательски идентичной выпущенной HyperOS. Он предположил, что причина, по которой Xiaomi использует ядро Android для телефонов и планшетов, кроется в особенностях существующей программной экосистемы.
26 октября 2023 года Xiaomi HyperOS была презентована вместе с линейкой смартфонов Xiaomi 14 в Китае. Помимо смартфонов, на Xiaomi HyperOS будут работать и другие смартфоны компании. 18 декабря 2023 года компания Xiaomi объявила о выпуске глобальной версии прошивки. Первыми её получат смартфоны Xiaomi 13, Xiaomi 13T, Xiaomi 13T Pro, Xiaomi 13 Ultra, Xiaomi 13 Pro, Redmi Note 12, Redmi Note 12 Pro 5G , Redmi Note 12S, Poco F5 и планшет Xiaomi Pad 6. Зимой 2024 года новая оболочка также была выпущена на другие суббренды компании — Redmi и POCO, и на остальные вышеперечисленные смартфоны с региональными прошивками, такие как RU (Россия), EU (Европа и ЕС), TR (Турция), IN (Индия), ID (Индонезия), TW (Тайвань) и JP (Япония).
29 октября 2024 года состоялась презентация новой версии операционной системы HyperOS 2.0, в основу которой легли 3 новые технологические инновации: HyperCore, HyperConnect и HyperAI.

## Версии
MIUI делится на две ветви разработки: стабильная ветвь и ветвь для разработчиков. Версии прошивки стабильной ветви выпускаются с периодичностью примерно один раз в месяц. Версии из ветви для разработчиков выходят с периодичностью раз в неделю. Ветвь для разработчиков в первую очередь отличается тем, что в неё добавляют новые функции и тестируют их перед переносом в стабильную ветвь.
В 2018 году для смартфонов, официально продаваемых на территории РФ, ввели русскую локальную прошивку. Первыми смартфонами, которые получили RU-версию, стали Redmi 5 и Redmi 5 Plus.
11 января 2019 года на ежегодном собрании «Xiaomi MIUI Core Experience» компания объявила о начале разработки новой версии MIUI 11. Руководитель отдела планирования продуктов в сети Сяоми Лю Минг (Liu Ming) анонсировал старт закрытого бета-тестирования через несколько месяцев.

### История версий
| Версия системы | Скриншоты | Версия Android | Последний стабильный релиз | Последний релиз для разработчиков | Дата выпуска первой версии | Существенные изменения |
| -------------- | --------- | -------------- | -------------------------- | --------------------------------- | -------------------------- | --- |
| MIUI V1        |           | 2.2            | N/A                        | 0.8.16                            | 16 августа 2010            | Первый релиз |
| MIUI V2        |           | 2.2            | N/A                        | N/A                               | 29 октября 2010            | Изменён интерфейс |
| MIUI V3        |           | 2.3            | N/A                        | 2.4.20                            | 25 марта 2011              | Изменён интерфейс |
| MIUI V4        |           | 4.0 — 4.1      | ICS24.0                    | 3.2.22                            | 19 января 2012             | Анти-вирус Новый интерфейс |
| MIUI V5        |           | 4.1 — 4.4      | 22.0                       | 4.12.5                            | 9 апреля 2013              | Новый интерфейс Google Сервисы удалены из китайской версии |
| MIUI 6         |           | 4.4 — 5.0      | 6.7.2.0                    | 5.8.6                             | 16 августа 2014            | Новый интерфейс |
| MIUI 7         |           | 4.4 — 6.0      | 7.5.1.0                    | 6.5.30                            | 13 августа 2015            | Заблокирован загрузчик на некоторых старых устройствах |
| MIUI 8         |           | 4.4 — 7.1      | 8.5.10.0                   | 7.7.20                            | 10 мая 2016                | Незначительные изменения в интерфейсе обновлены системные приложения второе пространство клонирование приложений |
| MIUI 9         |           | 4.4 — 8.1      | 9.6.5.0                    | 8.5.26                            | 26 июля 2017               | Незначительные изменения в интерфейсе Разделение экрана Новый беззвучный режим Разблокировка по лицу Жесты |
| MIUI 10        |           | 6.0 — 10       | 10.4.5.0                   | 9.9.6                             | 31 мая 2018                | Незначительные изменения в интерфейсе Расширение функционала уведомлений Обновлены «недавние», управление громкостью, часы, календарь, заметки Улучшена интеграция с Xiaomi Удалена темная тема Больше не поддерживаются устройства, имеющие Android Lollipop и ниже                                                                              |
| MIUI 11        |           | 7.0 — 10       | 11.0.14.0                  | 20.3.26                           | 24 сентября 2019           | Незначительные изменения в интерфейсе Больше не поддерживаются устройства, имеющие Android Marshmallow и ниже Системная темная тема Режим ультраэкономии энергии (только китайская версия) Новые иконки «Плавнее» анимации |
| MIUI 12        |           | 9 — 11         | 12.2.7.0                   | 20.12.24                          | 27 апреля 2020             | Больше не поддерживаются устройства, имеющие Android Oreo и ниже Темный режим 2.0 Новые иконки Суперобои (планета) Разрешения на 1 раз для локации, контактов и других для приложений от сторонних разработчиков Плавающие окна Ультраэкономия для глобальной версии Новые анимации сканера отпечатка пальца Новые фильтры в камере и в галерее   |
| MIUI 12.5      |           | 10 — 12        | 12.5.26.0                  | 21.12.8                           | 28 декабря 2020            | Больше не поддерживаются устройства на Android Pie Новые звуки уведомлений «Плавнее» анимации Вертикальная разметка для списка недавних приложений Улучшенны mi заметки Новые суперобои Измерение сердцебиения, используя камеру (только китай)                                                                                                   |
| MIUI 13        |           | 11 — 13        | 13.2.8.0                   | 22.10.26                          | 28 декабря 2021            | Незначительные изменения в интерфейсе Новые виджеты Управление одной рукой из Android 12 Mi sans (только для китая) Измененный центр управления Новые живые обои Боковая панель (только на смартфонах) Улучшенна многозадачность (на планшетах) Mi smart hub (только для китая) Улучшен Mi лаунчер Улучшены анимации для сканера отпечатка пальца |
| MIUI 14        |           | 12 — 14        | 14.1.10.0                  | 14.0.23.10.8.DEV                  | 11 декабря 2022            | Не поддерживаются устройства на Android 11 Незначительные изменения в интерфейсе Новые виджеты Новые обои Супер иконки (только для китая) Питомцы (только для китая) Photon Engine Razor Project |
| HyperOS 1      |           | 14             | 1.0.19.0                   | -                                 | 26 октября 2023            | Ребрендинг |
| HyperOS 2      |           | 15             | 2.0.108.0                  | OS2.0.240823.1                    | 29 октября 2024            | Новый Android, внедрение AI |

## Критика
- Частый повод для критики MIUI — наличие рекламы во встроенных приложениях. Реклама может отображаться в виде баннера, а иногда — как всплывающее окно. Разработчики предоставляют возможность частично отключить её[19]. Также одним из недостатков системы считается большое количество предустановленных партнёрских приложений, набор которых зависит от региона.

- MIUI зачастую потребляет много ОЗУ и встроенной памяти, что приводит к снижению производительности даже на дорогих устройствах компании. Но это больше относится к первым выпускам системы. С каждым последующим релизом, потребление ресурсов изменялось и оптимизировалось.

- MIUI зачастую очень долго выходит после официального анонса. Выход версии MIUI 12.5 затянулся на огромное время, и многие устройства получили его позже времени.

- Начиная с MIUI 12, многие функции, показанные на анонсе операционной системы, в конечном итоге могут быть не внедрены в основной или глобальный релизы. Это связано с тем, что Google в процессе лицензирования своих сервисов для каждого отдельного устройства навязывает свои компоненты, которые могут быть не совместимы с решениями Xiaomi[20].

- На глобальной презентации MIUI 14 стало известно, что некоторые функции будут эксклюзивны для китайского рынка. Среди них как минорные новшества (улучшенная выгрузка приложений из памяти и виртуальный зверёк-тамагочи на главном экране), так и ключевые нововведения: «фотонный движок» Photon Engine для оптимизации приложений и возможность удаления большинства предустановленных приложений, кроме восьми основных[21].
- В конце февраля 2024 года HyperOS вышла как обновление на смартфоны на базе MIUI 14, но что-то пошло не так и телефоны кирпичились после установки обновления.[22]
- Чтобы пользователи не мошенничали в видеоиграх, не занимались незаконной деятельностью или другими нарушениями после получения root-доступа к своим телефонам, а также чтобы некоторые пользователи не приписывали Xiaomi ошибки из-за модификации системы, Xiaomi постепенно ограничила возможность разблокировки загрузчика на телефонах, продаваемых в материковом Китае, с момента выхода HyperOS. Кроме того, обновления HyperOS или MIUI недоступны для разблокированных телефонов. Кроме того, теперь пользователи должны успешно пройти тест, чтобы подать заявку на разблокировку загрузчика. Время, необходимое для привязки телефона, сокращено со 168 до 72 часов. Xiaomi также накладывает некоторые ограничения на разблокировку загрузчика для регионов за пределами материкового Китая. У XDA Developers есть форум, посвященный разблокировке загрузчика Xiaomi без прохождения процедуры компании.